# V. Philipposz makedón király
V. Philipposz (görögül Φίλιππος; Kr. e. 238 vagy Kr. e. 237 – Kr. e. 179), az ókori hellenisztikus Makedónia királya az Antigonidák közül (uralkodott Kr. e. 221-től haláláig), II. Démétriosz Aitólikosz és épeiroszi felesége, Phthia gyermeke volt. Ígéretesen induló uralma alatt Makedónia a két, Róma ellen vívott háború során elvesztette nagyhatalmi státuszát.
Mivel atyja Kr. e. 229-es halálakor még csak nyolcéves volt, annak unokatestvére, III. Antigonosz Dószón vette át a hatalmat, és ő uralkodott egészen Kr. e. 221-ig, amikor is megerősödve hagyta Philipposzra Makedóniát.

## A szövetséges háborúban
A tizenhét évesen trónra lépő uralkodónak rövidesen komoly problémával kellett szembesülnie: Kr. e. 220-ban az aitól szövetség a Peloponnészoszra támadt. Bár az Aratosz vezette akháj szövetség többször kért tőle segítséget, Philipposz csak azután indult hadaival délre, amikor az aitólok Kaphüainál győzelmet arattak szövetségesei felett, és felégették Künaitha városát. Ahhoz már későn érkezett, hogy megütközzön a hazatérő aitólokkal, de Korinthoszban elnöklete alatt összehívott egy gyűlést, ahol Boiótia, Épeirosz, Akarnania, Phókisz, Messzéné és az akháj szövetség egybehangzóan támogatta az aitólok elleni háborús tervet (a peloponnészosziak közül egyedül Élisz és Lakedaimón állt a másik oldalon).
Philipposz eleinte nem aratott nagyobb sikereket: az illírekkel szövetségben Épeiroszon és Akarnanián át Aitólia határvidékére tört, ahol kisebb városokat rombolt le, de a Makedóniára támadó Longarosz dardán király híre visszahívta északra. A dardánok ugyan visszavonultak érkezésére, de még hónapokig királyságában maradt, már-már reménytelenségbe taszítva szövetségeseit. Kr. e. 219-ben aztán kis létszámú, de kipróbált seregével váratlanul felbukkant Korinthoszban, győzelmet aratott az élisziek és aitólok Euripidasz vezette hadserege felett, és bevette Pszóphisz erődjét. Innen Éliszbe vonult, amit feldúlt, és a központját, Triphüliát is elfoglalta. A sikeres hadjáratot követően Argoszban telelt.
Kr. e. 218-ban Kephallénia szigetére támadt, és bár Palaé városát nem tudta bevenni egy tisztje árulása miatt, partra szállva Aitóliára tört, bevéve, kifosztva és felégetve annak fővárosát, Thermoszt. A rémült aitólok ellentámadását is sikerült kivédenie, így dús zsákmánnyal szállhatott hajóra. Ekkor villámgyorsan a Peloponnészosz felé indult, és azelőtt ért Lakedaimónba, hogy ott értesültek volna aitóliai sikereiről. Végigdúlta a tartományt, majd vereséget mért a Spárta feletti magaslatokon gyülekező ellenségre. Philipposz fényes sikerei mellett is hajlott a khiosziak és rhodosziak által felajánlott közvetítés elfogadására, ám a tárgyalások eredménytelennek bizonyultak, így Kr. e. 217-ben is folytatódott a háború. A makedón király először Büzalora paióniai erődjét foglalta el, hogy kivédje a dardánok támadásait, majd Thesszália felé indult, és lerombolta a phthiótiszi Thébait. Akháj szövetségesei eközben a Peloponnészoszon arattak szép sikereket. Az ún. szövetséges háborút végül az ebben az évben khioszi, rhodoszi és egyiptomi közvetítéssel kötött naupaktoszi béke zárta le. A húszéves makedón király hatalma és népszerűsége csúcsán állt: zseniális hadvezéri képességei, visszafogott és könyörületes magatartása egyaránt hódolat tárgyává tették görög földön (pl. Plutarkhosz és Polübiosz is feljegyezte, hogy Kréta összes települése a védnöksége alá helyezte magát).

## Az első makedón háborúban
V. Philipposzt az Itáliából érkező hírek is a békekötésre sarkallták. A nemrég kitört második pun háborúban a Római Köztársaság több vereséget szenvedett Hannibál hadaitól. A makedón király eddigre nagyrészt leszámolt elődjétől örökölt, hatalmaskodó, Aratosz befolyására féltékeny és intrikus tanácsadóival, és helyettük Pharoszi Démétriosz vált legfőbb bizalmasává. Démétrioszt Kr. e. 219-ben, a második római–illír háború során űzték el illíriai birtokairól a rómaiak, és nagy szerepe volt abban, hogy Philipposz az adriai térség és Itália felé kezdett komoly érdeklődést mutatni. Eleinte a balkáni partvidékkel foglalkozott, Szkerdilaidasz illír király ugyanis távollétében több határ menti települést elfoglalt tőle. Ezeket Kr. e. 217-ben visszavette, ám Kr. e. 216-ban kénytelen volt visszavonulni Kephalléniára hajóhadával, mivel úgy értesült, hogy a rómaiak megindultak ellene. Ez nem bizonyult igaznak, és ugyanebben az évben értesült Philipposz a Cannaei csata híréről, ami végleg meggyőzte őt a Róma elleni fellépés hasznosságáról. Xenophanész vezetésével követséget küldött Hannibálhoz, azonban a rómaiak elfogták a hazainduló makedónokat, és értesültek Philipposz terveiről. Mire Kr. e. 215-ben hivatalosan is sikerült megkötni a pun–makedón szövetséget, Róma már flottát küldött Brundisiumba, hogy megakadályozza a makedónok esetleges partra szállását. Ezzel kitört az első római–makedón háború.
Philipposz Kr. e. 214-ben indította meg hadműveleteit az Adriai-tengeren. Először Órikoszt vette be, majd Apollónia ellen indult, azonban az ostromot félbe kellett hagynia, amikor kisebb római hajóhad jelent meg Marcus Valerius Laevinius vezetésével. A makedón király még hajóit is felgyújtatta, nehogy a rómaiak kezébe kerüljenek, és a szárazföldön tért haza. Kr. e. 213-ban szép sikert aratott Lisszosznál, miáltal Illíria nagy részét ellenőrzése alá vonhatta. Ezután azonban a király érthetetlen módon passzivitásba süppedt, noha Hannibal megjelenése Tarentumnál könnyedén lehetővé tette volna számára, hogy beavatkozzon az itáliai hadműveletekbe, ráadásul a háború során hellaszi népszerűsége is jelentősen megrendült.
Még Kr. e. 215-ben beavatkozott a messzénéi politikai viszályba, ami a helyi oligarchikus párt lemészárlásával végződött, és az eset az akháj szövetséget vezető Aratosszal történő szakítást eredményezett. Kr. e. 214-es sikertelen expedíciója után Pharoszi Démétrioszt küldte a messzéniai Ithomé bevételére, akit azonban megöltek próbálkozása során. Philipposz erre maga támadt Messzéniára, szörnyű pusztítást véghez vive, még jobban elidegenítve tőle hajdani hívét, Aratoszt, akit végül Kr. e. 213-ban megmérgeztetett, miután kiderült, hogy a makedón uralkodó viszonyt folytat a menyével.
A háború Kr. e. 211-ben vett új fordulatot, amikor Laevinius praetor szövetségre lépett Róma nevében az aitól szövetséggel, amelybe később Szkerdilaidasz és III. Pleuratosz illír uralkodókat és Pergamon királyát, I. Attaloszt is bevonták. A bekerített Philipposz a hír hallatán megerősítette trákiai és illír határvidékét, majd Akarnania felmentésére indult az aitólok ellen, akik visszavonultak jövetele hírére. Kr. e. 210-ben a rómaiak Publius Sulpicius Galba Maximus vezetésével bevették a Korinthoszi-öbölben levő phókiszi Antikürát és Aiginát, azonban ezután erőik nagy részét kivonták a térségből, így az aitól támogatás ellenére nem tudták megakadályozni, hogy Philipposz lerombolja a thesszáliai Ekhinoszt.
Philipposz Kr. e. 209-ben az élisziek, spártaiak és messzénéiek támadásaitól megrendült akhájok segítségére indult. Két ütközetben legyőzte Pürrhiaszt, az aitólok római csapatokkal megerősített hadvezérét, áttört a Thermophülai-szoroson, majd Argoszba érkezve megünnepelte a hérai játékokat. Bár ekkor Athén, Rodosz, Khiosz és Egyiptom ismét felajánlotta, hogy békét közvetít a felek között, az Aigionban kezdett tárgyalások kudarccal végződtek az Attalosz érkezésétől felbátorodott aitólok túlzó követelései miatt. A makedón uralkodó ekkor az akháj Küklaidasz segítségével Élisz ellen vonult, ahol – bár személyes bátorságával kitűnt – vereséget szenvedett, és a Makedóniát érő dardán támadások miatt kénytelen volt hazatérni.
Kr. e. 208-ban nehéz hadi helyzettel kellett szembenéznie: Attalosz és Galba flottája ellenőrzése alá vonta az Égei-tengert, Makedóniát trákok és illírek fenyegették, görög szövetségesei pedig tőle vártak segítséget az aitólok és spártaiak ellen. Philipposz sikeresen – Polübiosz által is dicsért módon – szállt szembe a támadókkal: szövetségeseit megsegítette, ő maga pedig a thesszáliai Démétriaszban rendezte be főhadiszállását. Bár Oreuszt árulás miatt elvesztette, Kalkhiszt meg tudta védeni, sőt Opusz mellett majdnem meglepte Attaloszt. A pergamoni uralkodó rövidesen kénytelen volt hazatérni, hogy megvédje országát Prusziasz bithüniai király támadásai ellen, Galba pedig egymaga jobbnak látta Aiginára visszavonulni.
A háború hátralevő éveinek eseményei nem ismertek ilyen részletesen, de az tudható, hogy Attalosz már nem tért vissza, és a rómaiak sem kaptak több segítséget. Philopoimén, az akháj hadak vezetője diadalt aratott a peloponnészoszi ellenfelek felett, mire Philipposz lerohanta a magára maradt aitólokat, ismét kifosztva fővárosukat, Thermoszt. Alighogy megkötötték a békét, Publius Sempronius Tuditanus vezetésével új római sereg szállt partra Epidamnoszban, ám a makedón támadás elől Apollóniába vonult vissza. Az épeirosziak közvetítésével végül megszületett a phoinikéi béke, amelyet Rómában örömmel ratifikáltak, hogy minden erejüket az afrikai hadműveletekre fordíthassák.

## Új ambíciók
Az első makedón háborút lezáró béke azonban nem bizonyult tartósnak: Philipposz továbbra is zaklatta Róma görög szövetségeseit, és segédhadakat is küldött a megszorult punoknak, amivel már nem tudta megváltoztatni a háború kimenetelét. Kr. e. 204-ben elhunyt IV. Ptolemaiosz Philopatór, és fia, V. Ptolemaiosz Epiphanész kiskorú lévén, kegyencek irányították a Horwennefer lázadásától egyébként is meggyengült egyiptomi birodalmat. Philipposz erre Kr. e. 203/202 telén szövetséget kötött a Szeleukida Birodalom uralkodójával, III. (Nagy) Antiokhosszal, kijelölve egymás érdekszféráit a ptolemaidáktól elfoglalandó területeken.
Az ötödik szíriai háborúban V. Philipposz egy aitól kalózvezér, Dikaiarkhosz flottájára támaszkodva megszerezte az ellenőrzést az Égei-tenger felett, kegyence, a Tarentumból száműzött Hérakleidész pedig a rhodoszi flotta nagy részét égette fel. A makedón haderő eközben kelet felé indult, lerombolva Lüszimakheiát és Khalkédónt, az aitólok szövetségeseit, majd – az egyelőre nem ellenséges rhodosziak közvetítése ellenére – elragadta Attalosztól a bithüniai Khioszt, melynek lakosait eladta rabszolgának, majd a települést átadta Prusziasznak. Visszafelé a kapitulált Thaszosz városával hasonló módon bánt. Rhodosz és Attalosz Kr. e. 201-ben szövetségre lépett, és erős flottát állítottak ki az időközben Szamoszt elfoglaló makedónok ellen. Az első összecsapás a Khiosz ostrománál megtámadott Philipposszal szemben a szövetségesek sikerével végződött – igaz, a rhodosziak vezetője, Theophiliszkosz elesett, Attalosz pedig majdnem fogságba esett, ráadásul nem sokkal később a ladéi ütközetben a makedón uralkodó visszaszerezte korábbi domináns pozícióját. A diadal oly nagy volt, hogy szabadon pusztíthatta Attalosz és a rhodosziak kis-ázsiai birtokait. Mivel időközben ellenfelei ismét komoly flottát állítottak ki, kénytelen volt Kária területén telelni, és csak Kr. e. 200-ban tért haza, hadicsellel kijátszva a pergamoniak és rhodosziak figyelmét. Ez utóbbiak erre Aiginára vonultak, ahol rávették Athént, hogy csatlakozzon hozzájuk a Philipposz elleni háborúban.

## A második makedón háború

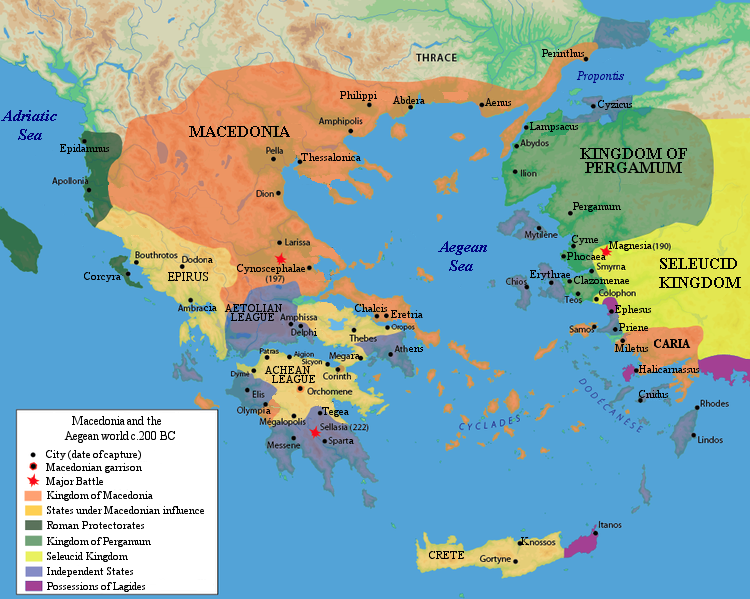
Makedónia Kr. e. 200-ban

Kr. e. 201-ben Róma diadalmasan fejezte be a második pun háborút, és amint tehette, komoly figyelmet szentelt a balkáni ügyeknek. Egyiptomi követek kérésére Kr. e. 201-ben követelte, hogy Makedónia hagyjon fel a hadműveletekkel. Mivel erre nem került sor, Róma Kr. e. 200-ban megküldte a hadüzenetet, és kitört a második makedón háború. A hadjárat vezetésével megbízott Publius Sulpicius Galba Maximus consul csak későn indult a számára kijelölt területre, és a Caius Claudius Centho vezetésével Athén megsegítésére küldött csekély erőt leszámítva serege Apollóniában telelt. Philipposz eközben Trákiában hadakozott, lerombolva Ainoszt és Maróneiát, majd Abüdosz ostromára kelt át a Hellészpontoszon. A város sokáig kitartott, de sehonnan sem kapott segítséget. A híradások szerint elestekor már alig volt életben maradott lakója.
Philipposz Abüdoszban értesült a rómaiak érkezéséről, és hogy Centho Athénból kitörve megsarcolta Kalkhiszt. A makedón király nyomban utánaindult, ám sem utolérni, sem Athént meglepni nem tudta, így kénytelen volt megelégedni Attika feldúlásával. Ezt követően Korinthoszba vonult, ahol hiába győzködte az akhájokat a rómaiak elleni fellépés szükségességéről, így visszatérve dühét ismét Athén környékének pusztításával csillapította.
Galba Kr. e. 199-ben kelt hadra dardán és illír szövetségeseivel, és kisebb győzelmeket aratott Philipposz serege felett Thesszáliában, így Oktolophosznál, mire az aitólok is csatlakoztak hozzá. A makedón sereg ekkor visszavonult, hogy a dardánok északi betörését megállítsa, majd Philipposz, miután Athénagorasz vezetésével a barbárok leverésére külön seregtestet küldött, villámgyorsan lerohanta a thesszáliai fosztogatással foglalatoskodó aitólokat, majdnem teljesen szétverve erőiket. Galba Oresztiszig és Eordaiáig nyomult előre, majd eredménytelenül tért vissza Épeiroszba, ahol az év végén Publius Villius Tappulus, az új consul váltotta. Tappulus nem tudott támadni, mivel lázongás kezdődött a seregében, így Philipposz lerohanhatta a thesszáliai Thaumakit – igaz, a város kitartó védekezése miatt kénytelen volt felhagyni az ostrommal, és télire hazatérni.
Kr. e. 198-ban Philipposz az Aóosz folyó szorosánál sáncolta el magát, amely a Makedónia felé vezető utat védelmezte. Tappulus hamarosan felbukkant a közelben, ám nem tudta elszánni magát a döntő támadásra, így anélkül váltotta fel utódja, az energikus Titus Quinctius Flamininus. Mivel Flamininus sokáig farkasszemet nézett az ellenféllel, Philipposz megpróbált vele tárgyalni az épeirosziak közvetítésével, de a consul Thesszália és Hellasz teljes kiürítését követelte tőle, amire természetesen nem volt hajlandó. Nemsokára a rómaiak épeiroszi szövetségesei találtak egy közeli, őrizetlen kerülőutat, amelyen a római sereg egy része átkelt, és hátba tudta támadni a makedónokat, akik az aóoszi csatában komoly veszteségeket szenvedve Thesszália felé menekültek. Philipposz felprédálta a vidéket, hogy megnehezítse a rómaiak ellátását, a városokba erős helyőrségeket helyezett, ő maga pedig Tempébe vonult, ahonnan könnyedén fel tudta venni a kapcsolatot szövetségeseivel. Flamininus eleinte kisebb-nagyobb erődök ostromával bajlódott, majd Phókiszba ment, melynek nagy részét elfoglalta, és itt telelt. Fivére, Lucius, a római flotta parancsnoka időközben átállította az akhájokat Róma oldalára, de a makedónokat még így is többen támogatták a Peloponnészoszon (pl. Megalopolisz, Dümé, Argosz stb.).
A fordulatot Kr. e. 197 hozta el. Philipposz tárgyalásokba kezdett, azonban csak egy két hónapos fegyverszünetet sikerült elérnie, míg Flamininus követei meggyőzték a senatust a háború folytatásának fontosságáról, és hogy őt proconsulként tartsák meg a sereg élén. Ezután a hellaszi makedón helyőrségek teljes felszámolását követelte, hogy utána folytassák a tárgyalásokat, amibe a király nem volt hajlandó belenyugodni. Philipposz Nabisszal, Spárta türannoszával próbált szövetkezni, de az becsapta őt, és miután Argoszt is elfoglalta, átállt a rómaiak oldalára. Flamininus rövidesen minden szövetségesét elpártoltatta a makedón királytól, kivéve a kicsiny, aitóloktól leginkább fenyegetett Akarnaniát. A consul Thermophülainál egyesítette hadait az aitól erőkkel, majd észak felé indult, míg Philipposz dél felé közeledett megközelítően ugyanakkora hadseregével. Az ütközetre Thesszáliában, a Künoszkephalai (Kutyafejek) nevű dombok közelében került sor. A római legio megsemmisítő győzelmet aratott a makedón phalanx felett, Philipposz pedig azonnal békét kért. Mivel félő volt, hogy a makedónokkal szövetséges szeleukida erők is hamarosan megérkeznek, Flamininus gyorsan fegyverszünetet kötött, és miután a király beleegyezett a városok kiürítésébe, követeket küldtek Rómába.
Kr. e. 196-ban egy tízes bizottság érkezett Itáliából a béketárgyalások lefolytatására. A tárgyalások eredményeképpen a peloponnészoszi makedón birtokok akháj kézbe kerültek, a többi európai és ázsiai helyőrséget pedig felszámolták; Róma 1000 talentumnyi hadikárpótlást kapott Makedóniától, ami egyúttal átadta teljes flottáját, hadseregének nagyságát pedig 5000 főben maximálták. Philipposz szerencséje volt, hogy az aitólok a künoszkephalai ütközet után arroganciájukkal és túlzó követeléseikkel elidegenítették maguktól a rómaiakat, így azok nem járultak hozzá drasztikusabb, Makedónia teljes megszüntetését célzó lépések megtételéhez.

## Róma oldalán
A megalázott és meggyengített Philipposz még a békekötés évében szövetségesnek ajánlkozott Rómában, Kr. e. 195-ben pedig segédcsapatokat biztosított Flamininusnak a Nabisz elleni küzdelemben. Az elkövetkező években visszautasította Antiokhosz és a sértődött aitólok által felajánlott szövetségeket, sőt Kr. e. 191-ben felajánlotta segítséget a Szeleukida Birodalom ellen indítandó római háborúhoz. A Hellaszra törő, őt megsértő Antiokhosz ellen komoly erőkkel szállt hadba Róma oldalán, elfoglalta Athamania tartományt, majd Manius Acilius Glabrio oldalán Lamiát ostromolta (végül a város a rómaiaknak adta meg magát), majd az aitólokhoz pártolt thesszáliai területek ellen vonult igen eredményesen: elfoglalta Perrhaiba, Dolopia és Aperantia nagy részét. Az elégedett rómaiak erre elengedték a sarc még ki nem fizetett részét, visszakaphatta addig túszként tartott fiát, Démétrioszt, sőt a meghódított tartományokat is megőrizhette. Ennek örömére Philipposz a Hellészpontoszig a lehető legzökkenőmentesebb utat igyekezett biztosítani szövetségeseinek Makedónián és Trákián keresztül.
A felhőtlen viszony az Antiokhosz felett aratott római győzelmet követően ért véget. Kr. e. 185-ben görög és pergamoni követek érkeztek Rómába, figyelmeztetve Philipposz – addig római áldással – növekvő hatalmára és trákiai terjeszkedésére, mire a senatus követek útján ráparancsolt, hogy adja fel hódításait, és húzódjon vissza Makedónia határai mögé. A dühös király a kiürített Maróneia lakosainak lemészárlásával vett elégtételt a maga számára, és ismét Rómába küldte Démétriosz herceget, akit olyan kedvezően fogadtak, hogy Kr. e. 183-ban ejtették az apja ellen számos oldalról hozott vádakat. Démétriosz népszerűsége azonban mind Philipposz, mind a trónörökös Perszeusz herceg féltékenységét kiváltotta, és a kibontakozó konfliktus beárnyékolta az uralkodó hátralevő éveit.
V. Philipposz utolsó éveiben, éles ellentétben uralkodása első időszakával, közgyűlöletnek örvendett alattvalói körében, amit az ellenfelei körében végrehajtott tisztogatásokkal ért el, és amit Róma örömmel szított a háttérből. Eközben igyekezett erős hadat felállítani anélkül, hogy a rómaiakkal kötött békeszerződést megszegte volna: minden évben 4000 kiképzett katonát hazaengedett, és újakat toborzott helyettük, így rövidesen komoly, ha nem is azonnal felhasználható haderő állt a rendelkezésére. Utolsó éveiben Trákia vidékén hadakozott, és Kr. e. 179-ben egészen a Balkán-hegységig hatolt. Perszeusz eközben hamisított levelekkel rávette apját, hogy kivégeztesse a gyűlölt Démétrioszt, ám miután kiderült előtte az ármány, úgy érezte, holt fia kísérti, és Perszeusz megbüntetését fontolgatta. Ilyen körülmények között érte a feltehetően gyász által előidézett halál Amphipoliszban. A trónon Perszeusz követte, aki a harmadik római–makedón háborúban végleg elvesztette Makedóniát. Legkisebb fia, Philipposz trónörökösi rangban volt Perszeusz uralkodása alatt, de végül ő is száműzetésben halt meg.